# Ettore Arculeo

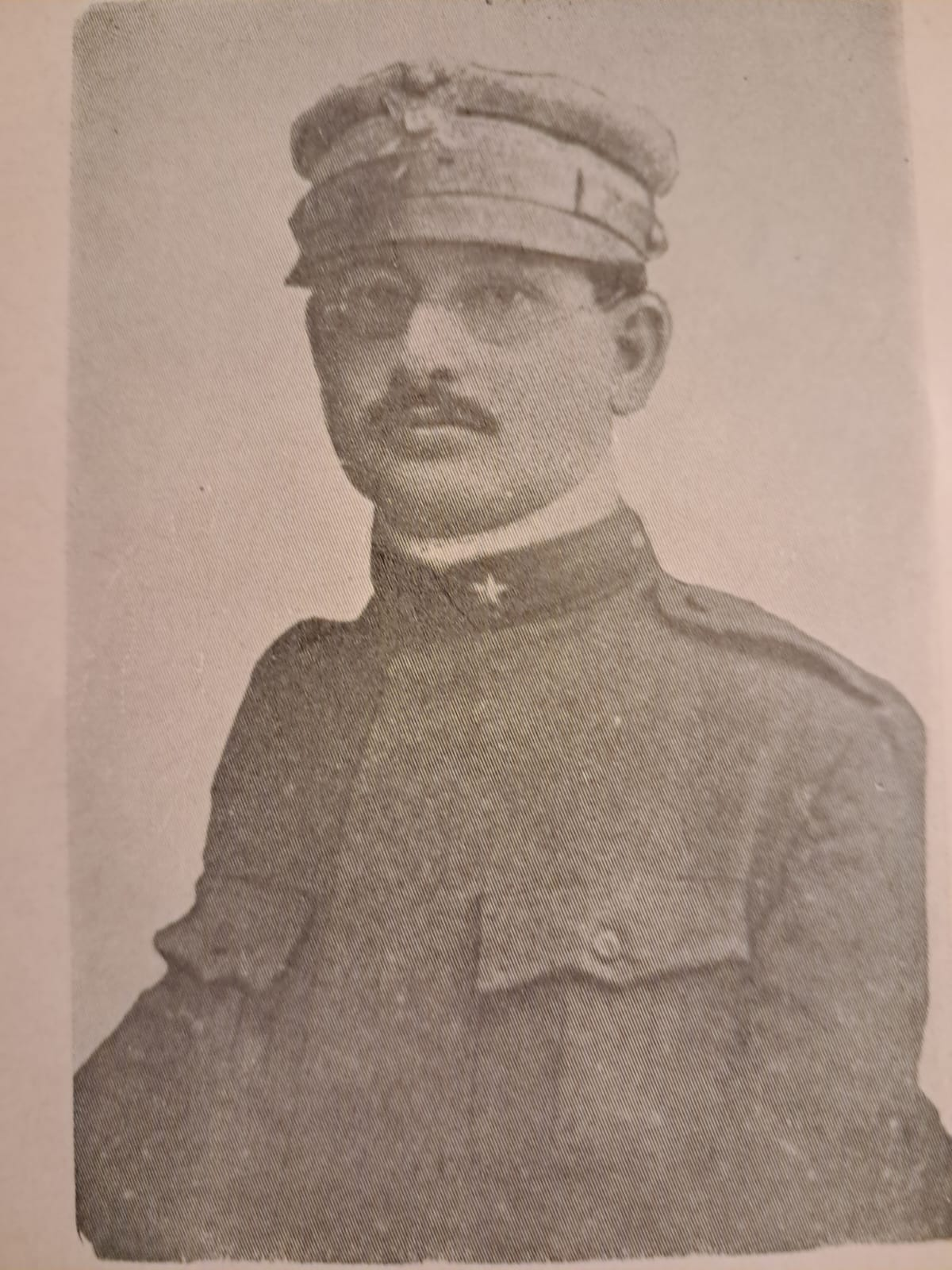
Ettore Arculeo in vesti militari

Ettore Arculeo (Palermo, 25 dicembre 1890 – Trentino, 12 luglio 1916) è stato un poeta e letterato italiano.

## Biografia
Ettore Arculeo nacque nel 1890. A sedici anni scrisse i primi versi che in seguito confluirono nel volume Da Quarto al Volturno, pubblicato nel 1907.
Nel 1914, fondò la rivista Nuovo Romanticismo, fondando un movimento letterario che intendeva suscitare il rinnovamento culturale in Sicilia.
A questo progetto aderirono diversi giovani intellettuali e poeti suoi contemporanei, come Virgilio La Scola, Pietro Mignosi, Ernesto Capasso e Giacomo Marcianò, con i quali iniziò a pubblicare una serie di opere e opuscoli per la collana Scrittori siciliani, volta a preservare e diffondere le creazioni degli autori siciliani.
Morì in guerra in Trentino nel 1916, a soli 25 anni.

## Riconoscimenti
Medaglia d'argento al valor militare